# Frankfurter Schule der Statistik
Die Frankfurter Schule der Statistik oder Frankfurter Schule der Sozialwissenschaftlichen Statistik ist eine Richtung der deutschen Wirtschafts- und Sozialstatistik. Die Namensgebung hängt damit zusammen, dass die Hauptprotagonisten dieser Richtung (Franz Žižek, Paul Flaskämper, Adolf Blind,  Heinrich Hartwig, Heinz Grohmann, Werner Neubauer) eng mit einem Lehrstuhl der Statistik an der Universität Frankfurt verbunden sind.
Eine inhaltliche oder persönliche Beziehung zur der kritischen Theorie verbundenen Frankfurter Schule um  Max Horkheimer, Theodor W. Adorno, Herbert Marcuse und  Erich Fromm besteht nicht.

## Geschichte
Den Lehrstuhl für Statistik der Frankfurter Universität, der namengebend für die Frankfurter Schule der Statistik war, hatte zunächst Franz Žižek von 1916 bis zu seinem Tod im Jahr 1938 inne.
Als Nachfolger wirkte von 1938 bis 1956 Paul Flaskämper. Im Jahr 1954 wurde Heinrich Hartwig in Frankfurt habilitiert und wirkte dort bis zu seiner Pensionierung im Jahr 1972. Bereits 1954 wurde Adolf Blind als Nachfolger von Flaskämper berufen, der den Lehrstuhl für Statistik aber erst 1957 übernehmen konnte. Noch vor der Emeritierung von Adolf Blind im Jahr 1972 wurde Heinz Grohmann im Jahr 1970 auf einen Parallellehrstuhl berufen und wurde im Jahr 1972 Nachfolger von Adolf Blind. Im Jahr 1988 wurde Werner Neubauer Nachfolger auf dem Frankfurter Lehrstuhl für Statistik.
Zur Frankfurter Schule der Statistik werden folgende Personen gerechnet:
Franz Žižek (1876–1938), Paul Flaskämper (1886–1979), Adolf Blind (1906–1996), Heinrich Hartwig (1907–1981), Werner Neubauer (1935–2015) und Heinz Grohmann (1921–2018). Zum Umkreis kann Günter Menges (1929–1983) gezählt werden, der von Flaskämper und Hartwig beeinflusst war, 1957 in Frankfurt für das Fach Statistik habilitiert wurde und sich in Veröffentlichungen auf die Frankfurter Schule der Statistik bezog. Allerdings strebte Menges eine Synthese der Positionen der Frankfurter Schule mit einer eher quantitativ-methodischen Richtung der Statistik an.
Ein Kritiker der Frankfurter Schule der Statistik, insbesondere der Positionen von Paul Flaskämper, war Peter von der Lippe.